# Ghorahi
Ghorahi é uma cidade do Nepal, sendo a maior cidade do distrito de Dang. Tem 201079 habitantes, com uma migração para a cidade muito elevada. O aeroporto de Dang está localizado a 23 km a oeste da cidade. O governo do Nepal decidiu estabelecer nesta cidade a Academia Rapti de Ciências da Saúde de acordo com a sua política de estabelcer uma escola médica em cada província.

## Nome
A cidade é a união das VDC de Ghorani e Sewar Bangaun, tomando, em 29 de janeiro de 1979, o nome de Tribhuvannagar, em homenagem ao rei Tribhuvan. Depois do Nepal se tornar uma república, o nome da cidade voltou a ser Ghorani.
1. ↑  «Nepal Census 2001». Nepal's Village Development Committees. Digital Himalaya
2. ↑  राप्ती स्वास्थ्य विज्ञान प्रतिष्ठानका सम्बन्धमा व्यवस्था गर्न बनेको विधेयक http://parliament.gov.np/lpsn/public/np/bills/Rapti-Health-Science-Related-Bill Arquivado em 2017-10-09 no Wayback Machine
3. ↑  «Bill tabled to set up medical academy in Dang's Ghorahi». kathmandupost.ekantipur.com. 7 de outubro de 2017